# Горизонт Коши
Горизонт Коши — поверхность, ограничивающая область причинной предсказуемости по начальным условиям, заданным на пространственноподобной трёхмерной поверхности — частичной поверхности Коши. 
Горизонт Коши является трёхмерной поверхностью с нулевым геодезическим интервалом, то есть поверхностью, образованной траекториями световых лучей (эти траектории называются генераторами горизонта). 
Горизонт Коши ограничивает «область предсказуемости», так как на области, лежащие за горизонтом Коши, могут влиять события из областей, лежащих вне частичной поверхности Коши.
Термин был введён Роджером Пенроузом и Стивеном Хокингом в 1966 году при анализе задачи Коши уравнений гравитационного поля в общей теории относительности.
В плоском пространстве Минковского (в специальной теории относительности) горизонт Коши существует только для ограниченных, то есть частичных поверхностей Коши; для глобальных поверхностей Коши, например, поверхности {\displaystyle t=\mathrm {const} } в инерциальной системе отсчёта горизонт Коши не существует и «область предсказуемости» совпадает со всем пространственно-временным континуумом.
В случае общей теории относительности в некоторых случаях горизонт Коши может сохраняться и при расширении частичных поверхностей Коши, то есть в таких решениях невозможно построить глобальную поверхность Коши.
Горизонт Коши называется компактно порождённым (англ. compactly generated), если все его генераторы, будучи прослеженными в прошлое, попадают в некоторое компактное множество и там остаются.
Примерами решений с горизонтами Коши являются заряженные или вращающиеся чёрные дыры, горизонт Коши в этих случаях скрыт под горизонтом событий.